# Großer Staatsrat des Malteserordens
Der Große Staatsrat  der katholischen
Ordensgemeinschaft Souveräner Malteserorden hat gemäß Artikel 23 der Verfassung den Großmeister oder seinen
Statthalter zu wählen.

## Zusammensetzung
Der Große Staatsrat besteht aus dem Statthalter des Großmeisters oder dem Interimistischen Statthalter (in der Regel ist das der Großkomtur), den Mitgliedern des Souveränen Rates, dem Ordensprälaten, den Prioren (im Fall einer Vakanz, sein ständiger Vertreter (Prokurator, Vikar, Statthalter)), den Professbaillis, zwei von jedem Priorat delegierten Professrittern, einem Professritter und einem Obödienzritter als Vertreter der Ritter in gremio religionis (die keiner Ordensgliederung zugeordnet sind), fünf Regenten von Subprioraten sowie fünfzehn Vertretern von Assoziationen gemäß dem Codex.

## Wahl
Zur Wahl eines Großmeisters ist die Mehrheit der anwesenden Stimmberechtigten plus eine Stimme erforderlich.
Die dem Großen Staatsrat angehörenden Mitglieder des Ersten Standes (Professen) haben das Recht, einen Dreiervorschlag einzubringen. Sollte ein solcher Vorschlag jedoch nicht während des ersten Sitzungstages des Großen Staatsrats vorgelegt, oder kein darin genannter Kandidat in den drei ersten Wahlgängen gewählt werden, so besteht für weitere Wahlgänge keine Bindung mehr an den Vorschlag.
Nach dem fünften unentschiedenen Wahlgang entscheidet der Große Staatsrat mit gleicher Mehrheit, ob nunmehr ein Großmeister-Statthalter für höchstens ein Jahr gewählt werden soll. Wird dies abgelehnt, werden die Wahlgänge für die Wahl eines Großmeisters erneut aufgenommen. Bei Zustimmung findet eine Stichwahl zwischen den beiden Kandidaten statt, die im fünften Wahlgang die meisten Stimmen auf sich vereinigen konnten, wobei der Kandidat mit den meisten Stimmen obsiegt. Gibt es nur einen Kandidaten, so benötigt dieser die Mehrzahl der anwesenden Stimmen. Der gewählte Großmeister-Statthalter hat den Großen Staatsrat noch vor Ablauf seines Mandates erneut einzuberufen.